# Gymnura
Genre
Gymnura est un genre de raies de la famille des Gymnuridae. Elles sont parfois appelées « raies-papillons ». 

## Liste des espèces
Selon World Register of Marine Species (18 octobre 2015) :
- Gymnura afuerae (Hildebrand, 1946)
- Gymnura altavela (Linnaeus, 1758)
- Gymnura australis (Ramsay & Ogilby, 1886)
- Gymnura bimaculata (Norman, 1925)
- Gymnura crebripunctata (Peters, 1869)
- Gymnura crooki Fowler, 1934
- Gymnura hirundo (Lowe, 1843)
- Gymnura japonica (Temminck & Schlegel, 1850)
- Gymnura marmorata (Cooper, 1864)
- Gymnura micrura (Bloch & Schneider, 1801)
- Gymnura natalensis (Gilchrist & Thompson, 1911)
- Gymnura poecilura (Shaw, 1804)
- Gymnura tentaculata (Müller & Henle, 1841)
- Gymnura zonura (Bleeker, 1852)

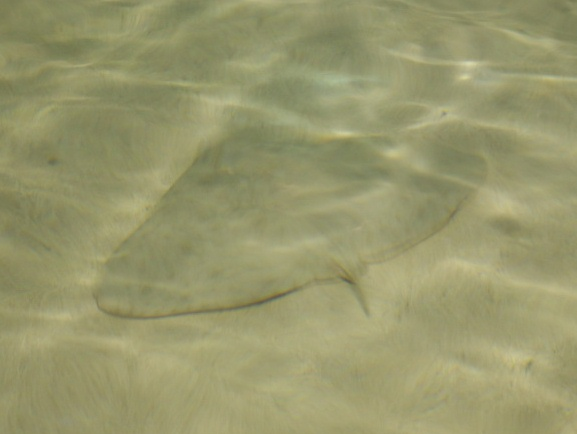
Gymnura altavela
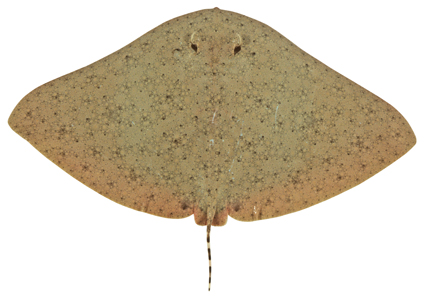
Gymnura australis
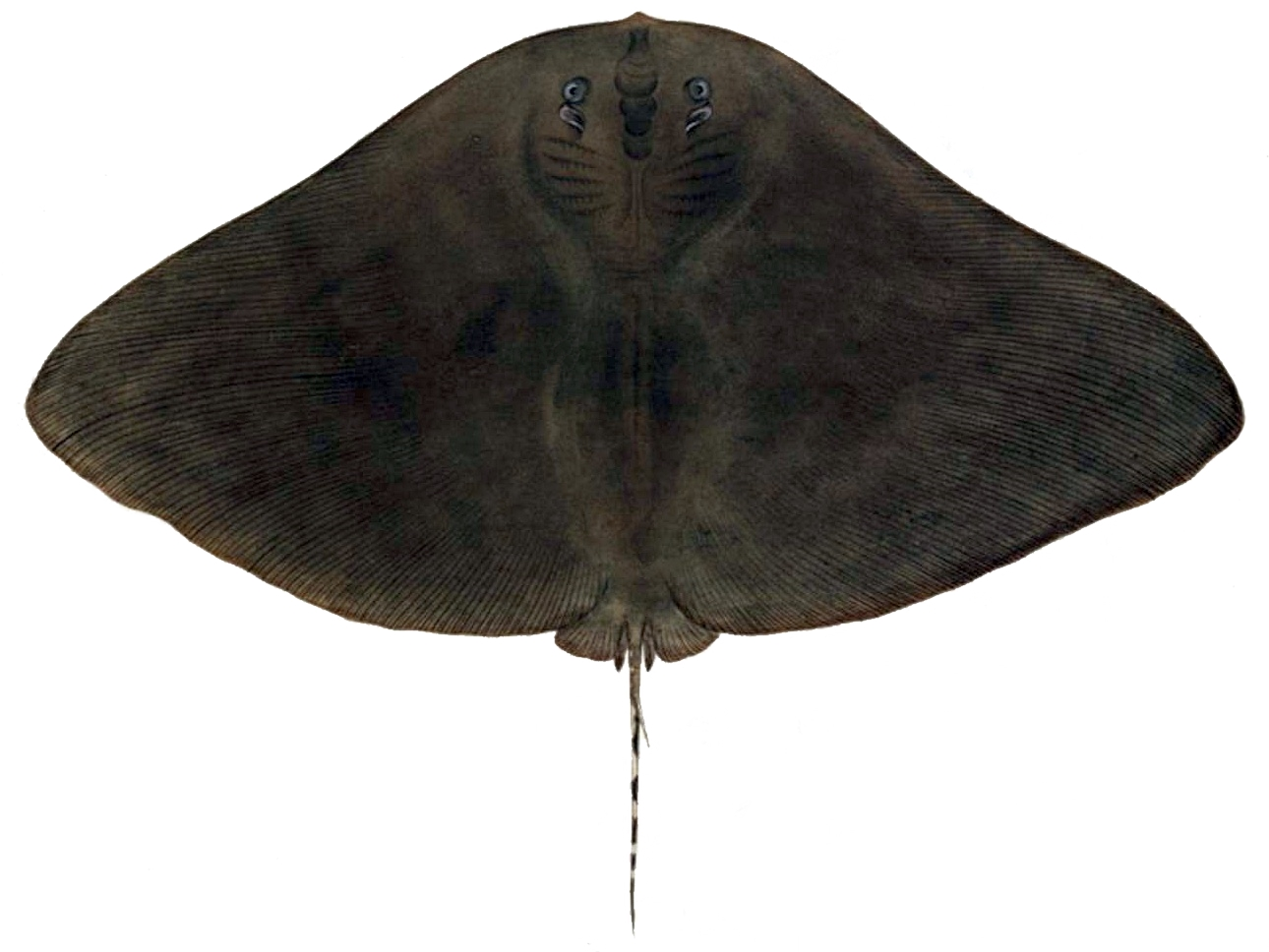
Gymnura japonica
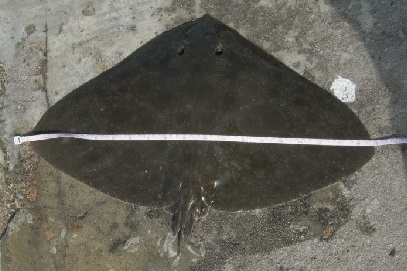
Gymnura marmorata
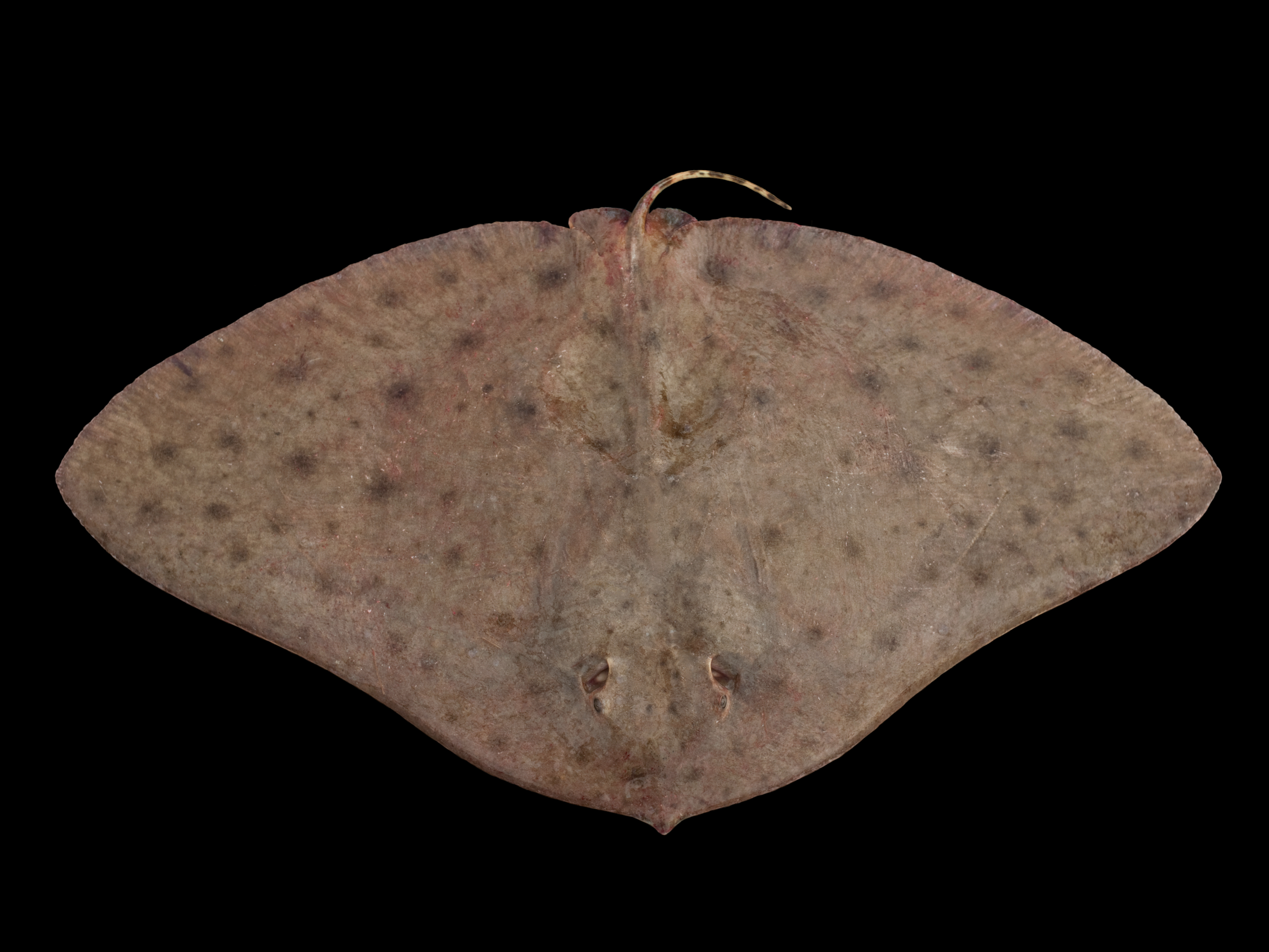
Gymnura micrura
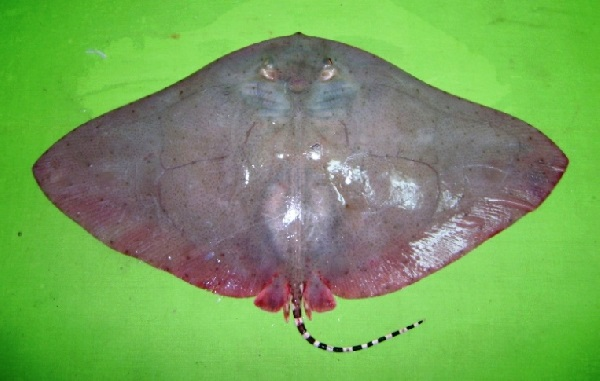
Gymnura poecilura